# 城厢镇 (太仓市)
城厢镇，是江蘇省蘇州市太倉市的一個鎮，位于太仓的南部，是市政府所在地，也是太仓的经济、政治、文化、商业中心。辖区面积约185平方公里，常住人口为28万。2019年中国百强乡镇第96名。

## 行政区划
现辖：
中区社区、东区社区、府东社区、县府社区、南园社区、桃园社区、弇山社区、梅园社区、南区社区、康乐社区、西区社区、德兴社区、西郊社区、伟阳社区、太丰社区、新毛社区、新农村、胜泾村、永丰村、电站村、万丰村和东林村。